# Siganus lineatus
Siganus lineatus là một loài cá biển thuộc chi Cá dìa trong họ Cá dìa. Loài cá này được mô tả lần đầu tiên vào năm 1835.

## Từ nguyên
Từ định danh của loài cá này, lineatus, trong tiếng Latinh có nghĩa là "có sọc", hàm ý đề cập đến các dải sọc màu vàng nâu trên cơ thể của chúng.

## Phạm vi phân bố và môi trường sống
S. lineatus có phạm vi phân bố ở vùng biển Đông Nam Ấn Độ Dương và Tây Thái Bình Dương. Loài cá này xuất hiện ở vịnh Thái Lan; từ Philippines trải dài xuống vùng biển phía đông Indonesia và Malaysia, băng qua Papua New Guinea và quần đảo Solomon đến New Caledonia và Vanuatu ở phía đông; ngược lên phía bắc đến quần đảo Ogasawara (Nhật Bản) và quần đảo Caroline; phía nam giới hạn đến Úc. S. lineatus sống gần các rạn san hô ở độ sâu khoảng 25 m trở lại.
Những quần thể được cho là S. lineatus ở vùng biển Nam Á đã được xác định là loài Siganus insomnis vào năm 2014. Cả ba loài là S. lineatus, S. insomnis và Siganus guttatus được xếp vào nhóm chị em với nhau.

## Mô tả
Chiều dài cơ thể tối đa được ghi nhận ở S. lineatus là 45 cm, nhưng thường được tìm thấy với kích cỡ phổ biến là 25 cm. S. lineatus có màu lam xám với những vệt đốm màu vàng kim (hoặc màu đồng) chạy dọc theo chiều dài của thân (lan rộng sang vây đuôi), thân dưới có màu xám bạc. Có một đốm lớn màu vàng tươi ở phía sau của vây lưng. Mống mắt có màu bạc. Gai vây lưng và gai vây hậu môn có màu vàng đồng; tia vây lưng màu bạc, màng vây màu lam nhạt; tia vây hậu môn màu lam nhạt, màng vây màu xám sẫm. Gai và tia vây bụng màu bạc, màng vây màu lam xám; vây ngực trong suốt.
S. lineatus và S. insomnis rất giống nhau về màu sắc lẫn hình dáng, ngoại trừ các dải màu vàng đồng ở thân giữa và thân trên (bên dưới vây lưng) của S. insomnis lại không bị đứt đoạn, nối thành các đường sọc liền nhau kéo dài tới gáy. Còn ở S. lineatus, vùng thân bên dưới vây lưng xuống đến giữa hai bên, các dải vàng này bị ngắt đoạn thành những vệt đốm.
Số gai ở vây lưng: 13; Số tia vây ở vây lưng: 10; Số gai ở vây hậu môn: 7; Số tia vây ở vây hậu môn: 9; Số tia vây ở vây ngực: 16 - 17.

## Sinh thái học
Cá con thường tập trung xung quanh các khu vực cửa sông, trên các thảm cỏ biển hoặc trong đầm lầy rừng ngập mặn. Khi trưởng thành, số lượng cá thể trong đàn giảm còn 10 đến 25 con, nhưng vào thời điểm sinh sản, một đàn có thể lên đến vài nghìn con.
Cá trưởng thành bơi ra các rạn san hô để kiếm ăn trên những loài tảo. Chúng ăn bằng cách dùng răng cạo các lớp tảo bám trên đá và san hô,hoặc gặm những bẹ tảo lớn hơn.